# Kickoff returner
Egy amerikaifutball-csapat három csapategységből épül fel. A támadó egység vagy offense, a védő egység vagy defense, illetve a speciális egység, a special teams. A Kickoff returner (KR, return specialist, visszahordó), a speciális egység tagja, akinek az az elsődleges feladata, hogy kickoffok után elkapja a labdát, és azt a lehető legtöbb yardot szerezve visszahordja az ellenkező irányba. Amennyiben a labda oldalirányban elhagyja a pályát, az szabálytan, és 10 yardos büntetést von maga után az elrúgó csapategységnek. Abban az esetben, ha a pálya a speciális egység endzone-ja felőli oldalon hagyja el a játékteret, az Touchback-nek nevezik, ami azt jelenti, hogy a támadó csapategység kezdőpontja nem függ a visszahordó teljesítményétől, automatikusan a saját 20 yardosukról támadhatnak. Azonban a visszahordónak lehetősége van a saját endzone-jából kezdeni a visszahordást, amennyiben ott kapja el az érkező labdát, és úgy ítéli meg hogy van esélye 20 yardnál többet elérnie. Ez a döntés opcionális, mivel le is térdelhet, ezzel jelezve hogy a touchbacket választja. Mivel a kickoff visszahordást tartják az amerikai foci legveszélyesebb elemének, az újabb szabályok értelmében, a visszahordó játékosnak lehetősége van faircatch-et jeleznie. Ebben az esetben elkapja a labdát, de nem kezd el az ellenkező irányba futni. Cserébe nem szerelés (tackle) során ér véget a játék, hanem a bírók fújják le. Ebben az esetben az elkapás helyétől kezdhetnek a támadók.
Ezek a játékosok, általában a csapat leggyorsabb és legmozgékonyabb tagjai, hiszen többnyire blokkok nélkül kell a lehető legnagyobb távot megtenniük. Jellemzően widerevier, running back defensive back poszton is játszanak. Annak ellenére, hogy a kick returner egy kiegészítő szerep, gyakori hogy külön ember foglalkozik vele, nem pedig egy játékos tölt be két pozíciót is. Ez azért is praktikus, mert így csökkenthető a sérülések esélye, illetve a játékosok is többet tudnak pihenni. Napjainkban szinte minden kick returner punt returner-ként is funkcionál, a speciális egység punt-ok utáni visszahordásánál.

## Hall of Fame
Gale Sayers egy All-Pro runnig back aki punt és kick returnerként is funkcionált a Chicago Bears csapatánál. 1977-ben került be a hírességek csarnokába. Ő tartja a legmagasabb visszahordott yard átlagának rekordját, 30,56 yard/kísérlettel. Illetve szintén csúcstartó más játékosokkal együtt az egy meccsen 2 visszahordott touchdownok tekintetében is. Sokan a valaha volt legjobb visszahordónak tartják.